# I Came to Hear the Music
I Came to Hear the Music es el quinto álbum de estudio del cantautor estadounidense Mickey Newbury. Fue publicado en julio de 1974 a través de Elektra Records. 

## Grabación y contenido
Las sesiones de grabación de I Came to Hear the Music tuvieron lugar en Youngun Sound, un estudio ubicado en Murfreesboro, Tennessee. Chip Young se desempeñó como productor e ingeniero de audio. Una vez completas las sesiones de grabación, Terry Dunavan masterizó el álbum en Elektra Sound Recorders, en Los Ángeles, California. I Came to Hear the Music contenía once canciones. Todas las canciones fueron compuestas por el propio Newbury.

## Lanzamiento
I Came to Hear the Music se publicó en julio de 1974 por Elektra Records y se convirtió en el quinto álbum de estudio de Mickey Newbury. Se publicó como un LP de vinilo, con cinco canciones en el “lado uno” y seis canciones en el “lado dos” del disco. A diferencia de sus 2 lanzamientos de estudio anteriores, I Came to Hear the Music no se posicionó en las listas musicales de Billboard, particularmente Top LPs & Tape.

## Recepción de la crítica
Un escritor no especificado de Record World declaró: “Uno de los primeros artistas underground de Nashville exprime conmoción en cada ritmo de su último y mejor álbum. En la grabación se intercalan eficaces efectos de sonido, impulsando la cualidad emotiva interna, como lo ejemplifica la orquestal «Love Look (At Us Now)» y la conmovedora «Baby's Not Home»”. Un escritor no especificado de la revista Cash Box declaró: “Mickey ha demostrado ser un intérprete consistente y dinámico en concierto y, sorprendentemente, sus discos han estado a la altura de los mismos altos estándares. Su reciente LP Elektra es un buen ejemplo de ello. La canción principal es una hermosa obra que indica la consumada habilidad de Mickey como músico y escritor. De hecho, todas las melodías del disco son esfuerzos escritos por él mismo”.

## Lista de canciones
Todas las canciones escritas y compuestas por Mickey Newbury.
Lado uno
1. «I Came to Hear the Music» – 4:05
2. «Breeze Lullaby» – 1:43
3. «You Only Live Once (In a While)» – 3:35
4. «Yesterday's Gone» – 4:02
5. «If You See Her» – 4:17

Lado dos
1. «Dizzy Lizzy» – 3:57
2. «If I Could Be» – 2:52
3. «Organized Noise» – 2:25
4. «Love Look (At Us Now)» – 2:52
5. «Baby's Not Home» – 3:31
6. «1 X 1 Ain't 2» – 4:22
7. «(Interlude)» (hidden track) – 1:11

## Posicionamiento
| Gráfica (1974)                                         | Pico de posición |
| ------------------------------------------------------ | ---------------- |
| Australia (Kent Music Report)                          | 80               |
| Estados Unidos (Billboard Bubbling Under the Top LP's) | 209              |